# Incognito Entertainment
Incognito Entertainment (originalmente Incog Inc.) foi uma empresa desenvolvedora de jogos eletrônicos formada por ex-empregados da SingleTrac, desenvolvedores de títulos como Twisted Metal e Jet Moto.
Incognito era sediada em Salt Lake City, e foi parte da SCEA Santa Monica Studio. A empresa era dirigida pelo presidente e principal fundador Scott Campbell, com o colaborador de longa da SingleTrac/Incog, David Jaffe, ocasionalmente trabalhando como produtor ou designer na SCEA para as produções da equipe.

## Eventual encerramento
A maioria da equipe da Incognito já havia deixado a empresa, embora a Sony não tenha comentado sobre sua separação, no entanto, ela foi excluída do grupo de estúdios próprios da Sony, parte da SCE Worldwide Studios, tornando-o o único estúdio a não ser incluído. Outra evidência confirmando seu fechamento seria que o site oficial da empresa redireciona para o site oficial da LightBox Interactive.
Os chefes e fundadores do estúdio David Jaffe e Scott Cambell deixaram a empresa em julho de 2007, juntamente com a maioria dos membros da equipe do estúdio, para formar seu próprio estúdio independente chamado Eat Sleep Play, que era apoiado pela SCEA. A equipe que deixou a Incognito consistia principalmente da equipe de desenvolvimento por trás da maioria dos jogos do estúdio, mais notavelmente da série Twisted Metal. 
OO restante da equipe era liderado por Dylan Jobe e mantinha o videogame online para PlayStation 3 Warhaw. No entanto, em março de 2009, ele e vários outros membros da Incognito deixaram o estúdio para formar um novo estúdio chamado LightBox Interactive. LightBox Interactive consistia principalmente na equipe por trás do Warhawk , e tinha a responsabilidade de manter o Warhawk, desenvolvendo atualizações e pacotes de expansão.

## Jogos
- Como SingleTrac: Warhawk (PlayStation)

### PlayStation
- Twisted Metal: Small Brawl (Novembro, 2001)

### PlayStation 2
- Twisted Metal: Black (Junho, 2001)
- Twisted Metal: Black ONLINE (Agosto, 2002)
- War of the Monsters (Janeiro, 2003)
- Downhill Domination (Julho, 2003)

### PlayStation Portable
- Twisted Metal: Head-On (Março, 2005)

### PlayStation 3
- Calling All Cars (Maio, 2007)
- Warhawk (Agosto, 2007)